# 서울화일초등학교
서울화일초등학교는 대한민국 서울특별시 강서구 화곡본동에 있는 공립 초등학교이다.

## 학교 연혁
- 2005년 1월 5일 서울화일초등학교 설립인가
- 2005년 5월 25일 서울화일초등학교 개교기념식
- 2025년 3월 1일 개교 30주년

## 참고 자료
- 서울화일초등학교 - 한국교육학술정보원 학교알리미